# Elisabeth Schmidt (Turnerin)
Elisabeth Schmidt (* 2. April 1929 in Nürnberg als Elisabeth Ostermeyer) ist eine ehemalige deutsche Turnerin.
Sie nahm an den Olympischen Sommerspielen 1952 in Helsinki teil. Mit der deutschen Mannschaft wurde sie Fünfte im Mannschaftsmehrkampf und Vierte in der Gruppengymnastik. Ihr bestes Einzelresultat erzielte sie mit Rang 20 beim Sprung.
Nach den Spielen heiratete 1954 sie den Rechtsmediziner und Hochschullehrer Georg Schmidt.